# Мерія Монтевідео
Муніципальний палац Монтевідео (Мерія Монтевідео) — резиденція уряду Монтевідео, розташована на проспекті 18 липня, у районі Сентро. За проєктом уругвайського архітектора Маурісіо Кравотто.
У 1930-х роках було оголошено тендер на будівництво будівлі для розміщення тодішніх виконавчих і законодавчих органів Монтевідео, Ради директорів і Представницької асамблеї, хоча після конституційних реформ ці початкові інститути будуть змінені. Будівля мала бути побудована на старій території Англійського кладовища, придбаної кілька років тому державою, на якій спочатку передбачалося звести будівлю для розміщення виконавчої та судової гілок влади.

## Історія

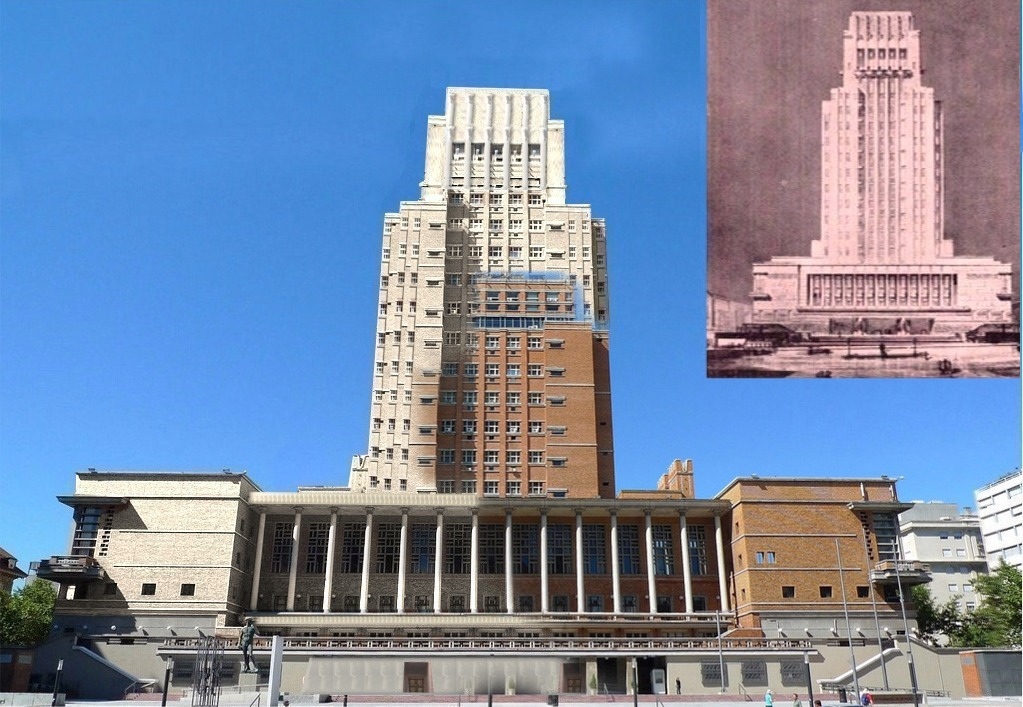
Віртуальне відтворення оригінального проєкту Кравотто.

Будівництво почалося в 1935 році та було урочисто відкрито 16 липня 1941 року, хоча фактична будівля відрізняється від оригінальної моделі Кравотто 1929 року; його головна вежа розміром 114 м, яка стала б найвищою будівлею в місті, з фінансових причин піднялася лише до 78 м, залишившись на другому місці після Palacio Salvo. Їй також не вистачало цегляного облицювання. Бічні крила, підземний вестибюль і гараж були побудовані пізніше, надавши будівлі її нинішній вигляд. Хоча це не найвища будівля в Монтевідео, її розташування на авеню 8 липня, побудоване на гребені хребта або довгого пагорба, робить будівлю більш дивовижною. Територія, на якій розташована будівля, почала забудовуватися щонайменше у 1867 році.
Перед головним входом знаходиться вражаюча бронзова копія Давида Мікеланджело. В атріумі будівлі проводяться виставки мистецтва, ремесел і різноманітних культурних проявів, а з правого боку розташована копія статуї Ніки Самофракійської. Наприкінці 1980-х років у залі проходила ретроспектива робіт керамістки Єви Діас Торрес.
У західному крилі будівлі розташований Музей історії мистецтв. Муніципальний центр фотографії включає Фотоархів Монтевідео, який є службою, де громадськість може придбати копії з матеріалів архіву. На тильній стороні будівлі знаходиться зовнішній ліфт, який піднімає відвідувачів на 22 поверх будівлі, де розташована міська обсерваторія. На висоті майже вісімдесят метрів над рівнем моря, розташований великий панорамний оглядовий майданчик з вільним доступом і видом на все місто Монтевідео. Також на тильній стороні будівлі знаходиться Дирекція некрополів, яка здійснює нагляд за кладовищами міста.

## Галерея

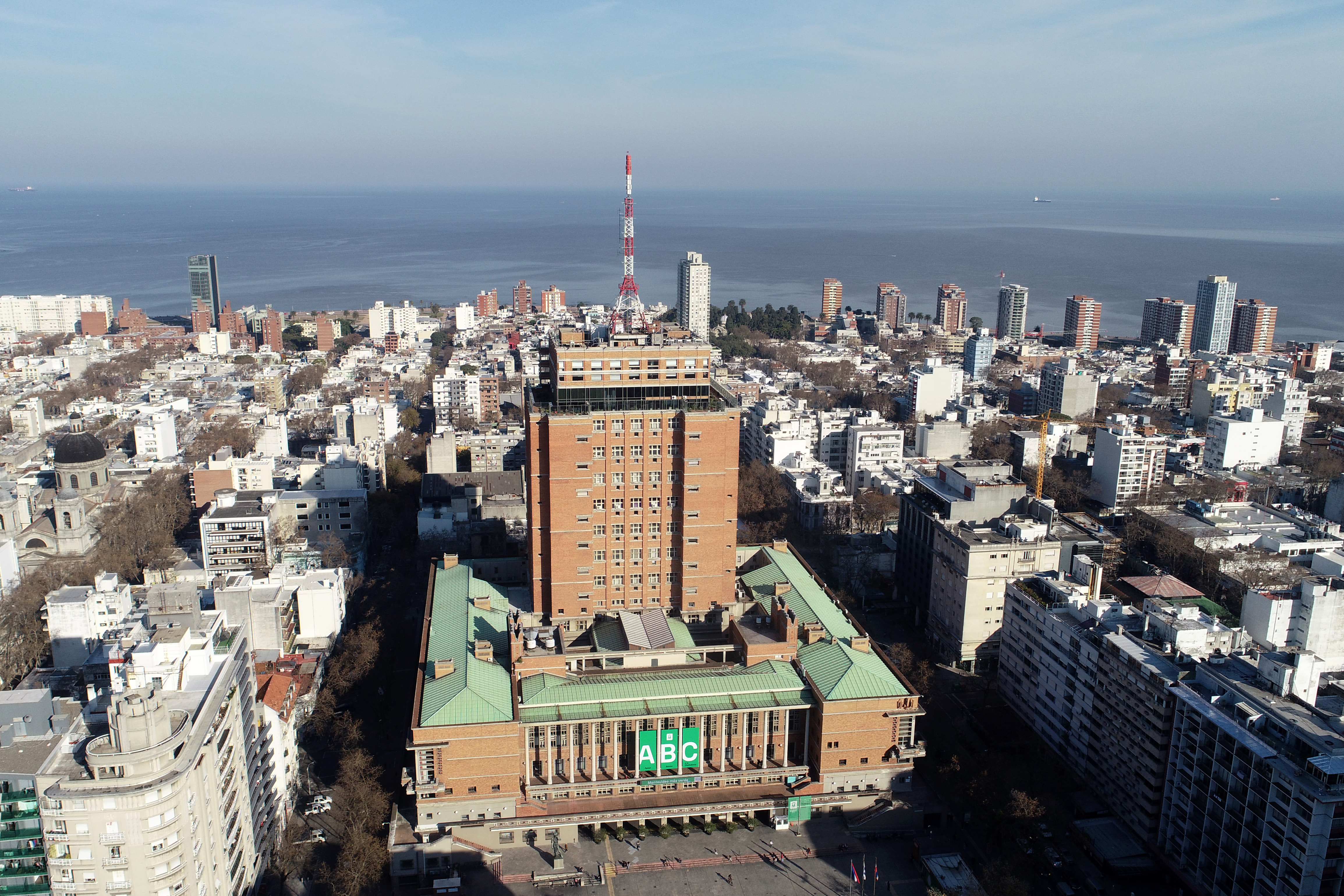
Вид на ратушу з висоти пташиного польоту.
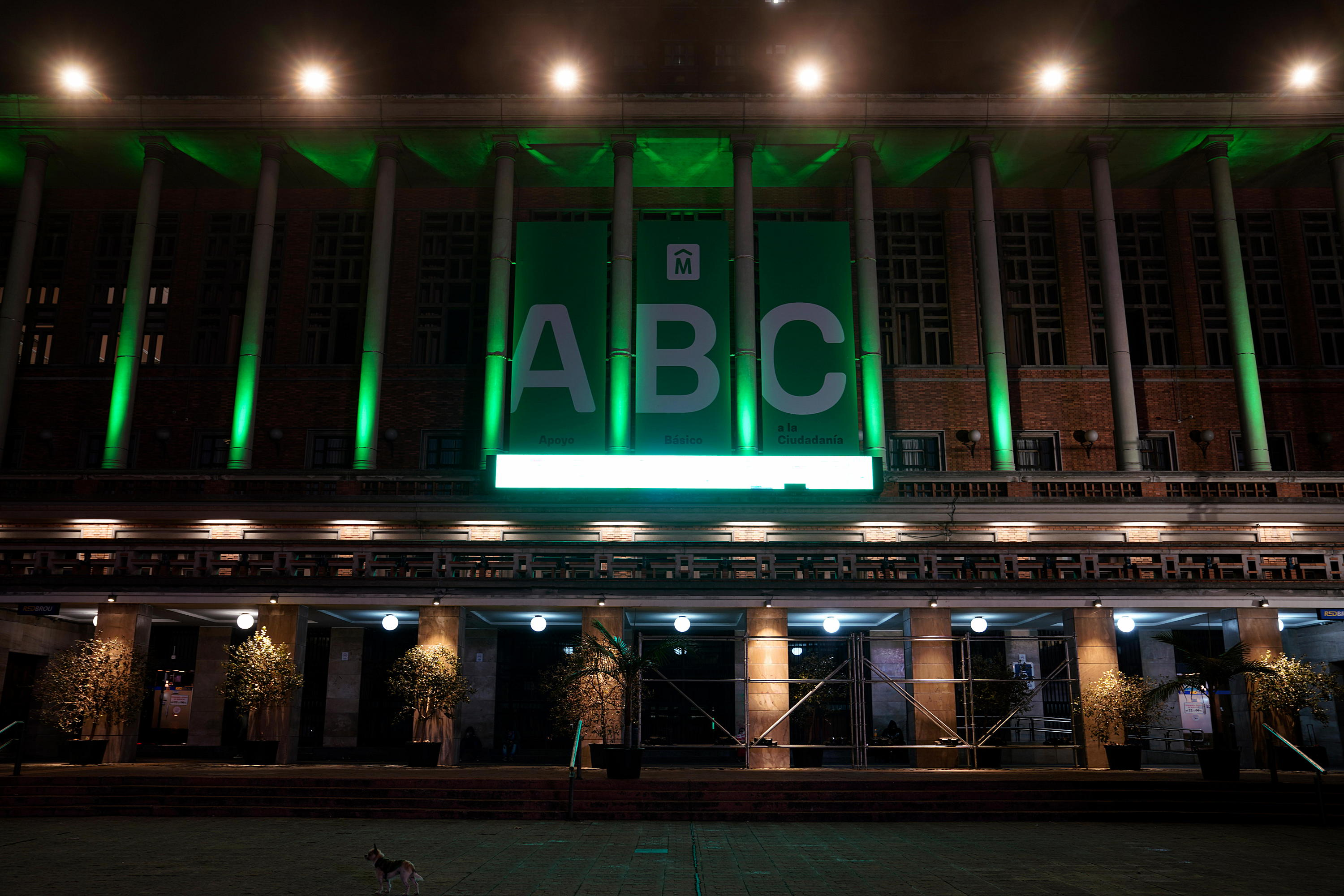
Підсвічування Мерії в рамках Місячника довкілля.
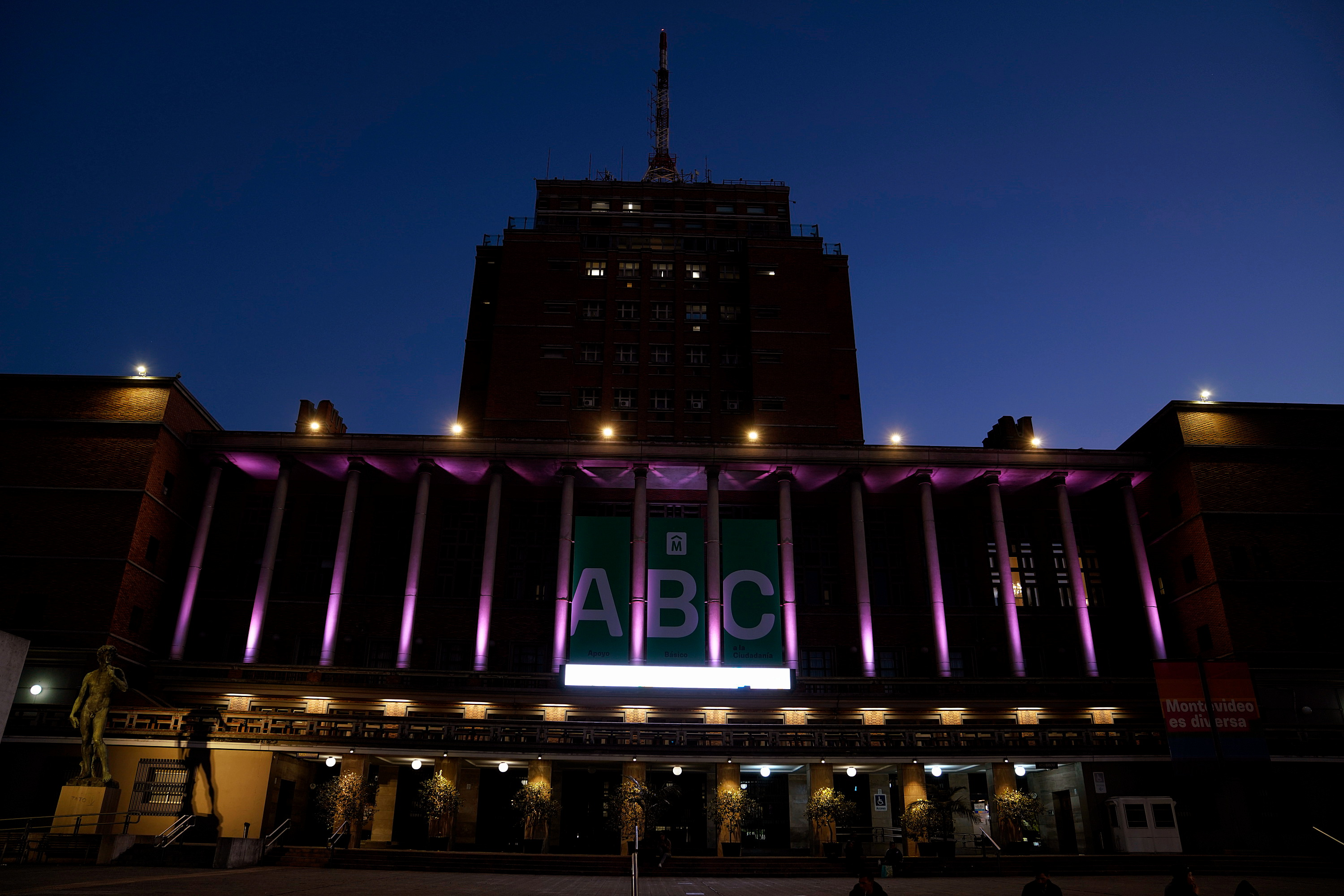
Мерія підсвічена до місячника профілактики раку молочної залози.
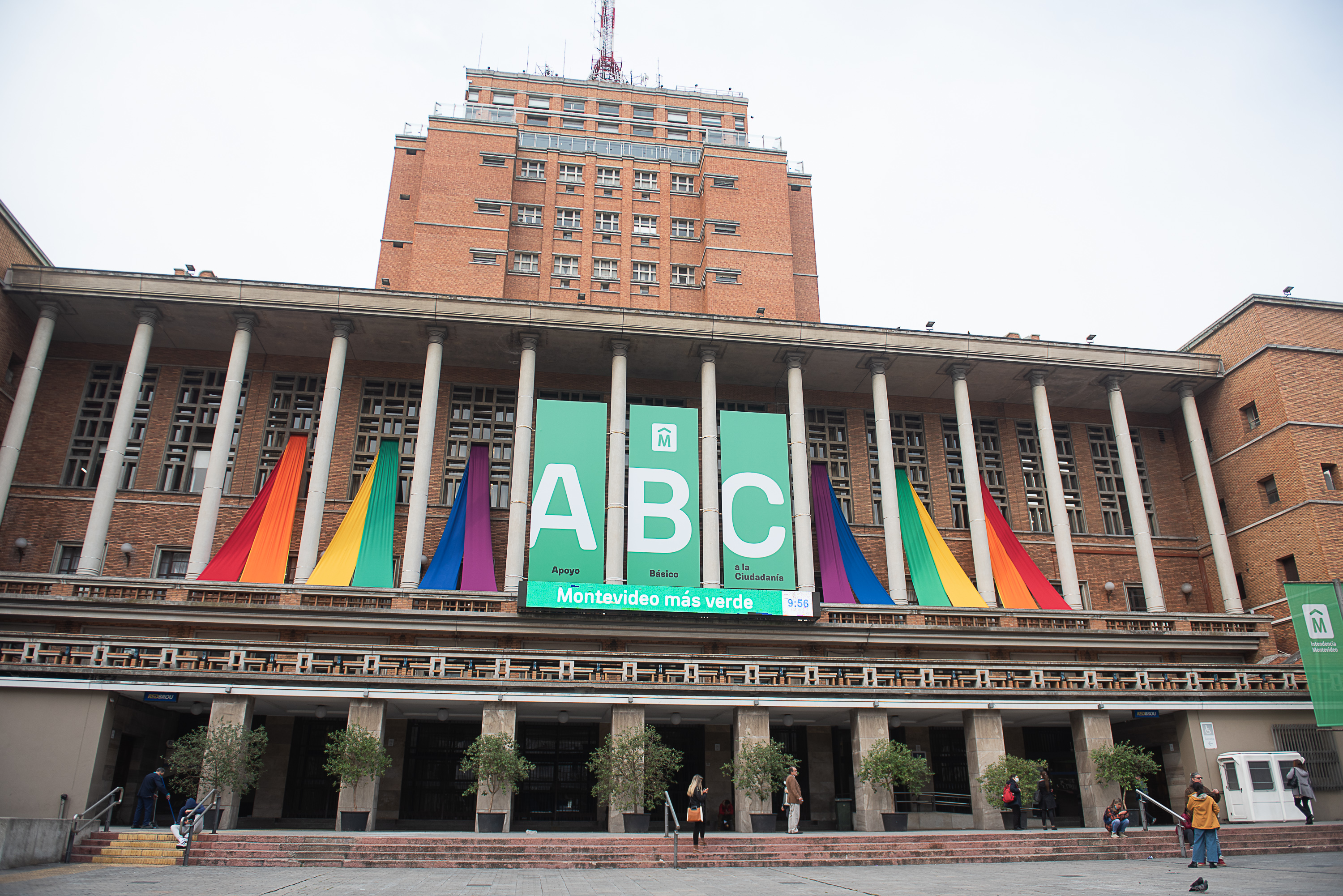
Мерія в кольорах місяця розмаїття.
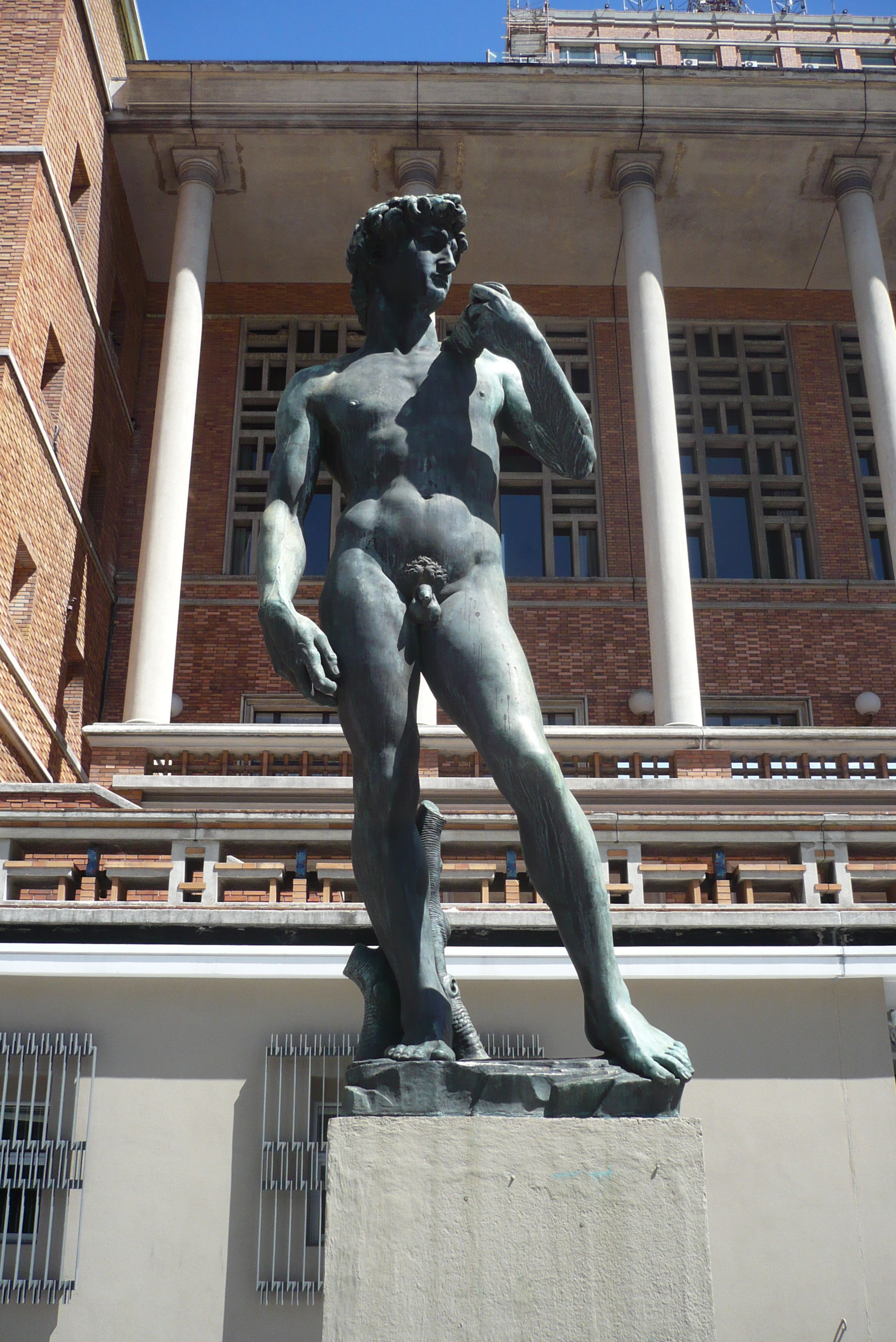
Пам'ятник Мікеланджело.